# A Budapest–Kelebia-vasútvonal Horog utcai leágazása
A Budapest–Kelebia-vasútvonal Horog utcai leágazása egy önálló vasútvonali státusszal ma már nem rendelkező, nem villamosított, rövid (kb. 2,3 km hosszú), korábban kizárólag teherfogalmú vasúti szakasz Budapest X. kerületében, a Horog utca mentén.

## Története, jellemzői
A szakasz 1877-ben épült Kőbánya felső–Kőbánya-Hizlaló–Vasgyár utcai Veszteglő-vonalszakasz néven, és csak Kőbánya felső vasútállomás felől volt bekötve a fővonalba. Másik végén, a Száva utca és a Kőér utca közötti területen egy hurokvágánnyal végződött. Egy szakaszon egy állomás, Kőbánya-Hízlaló vasútállomás található a Horog utca / Bihari utca kereszteződésnél. Ennek a résznek érdekessége volt, hogy 1955-től 13-as, 2001 óta pedig a 3-as villamos vonalát szintben keresztezte az átmenő vágány és a Hízlaló állomás három másik vágánya (négyes kereszteződés), a villamos két vágányú vonala pedig egyre szűkült.
A Körvasutat Kőbánya-Kispest vasútállomással összekötő, a utcaszinti résszel egyébként párhuzamos töltése 1928-ban épült, ekkor került át ide az átmenő forgalom nagy része, és a ceglédi fővonalba a Szállás utcánál becsatlakozó Veszteglő vágányt is ekkor szüntették meg. A körvasúti és a ceglédi vonalba való becsatlakozás előtt van a MÁVGÉP-telepnek egy iparvágánya, amelyet napjainkban is használnak. (A Kőér utcát két helyen keresztezte az iparvágány.)
A leágazást már az 1960-as években el akarták bontani, de a környező üzemek még igényt tartottak iparvágányaikon keresztül történő vasúti szállításra, ezért a vonalon a forgalom az 1990-es évekig fennmaradt. A vonalon utoljára a Horog utcai Vegyianyag-üzemet szolgálták ki. Szocializmus alatti térképek a Kőér utcánál a vasúti fővonal alatt áthaladó, és a Hízlaló tér irányába tartó iparvágányról is tudnak, azonban ez már nem érte meg a rendszerváltás idejét.
Bár az ezredfordulót követően, több részletben, a vonalból kiágazó iparvágányok kivétel nélkül elbontásra kerültek, érdekes módon magának a fővágánynak az elbontása nem történt meg.

### Napjainkban
A vonal napjainkban csak a Józsefvárosi pályaudvar / Kőbánya felső vasútállomás felőli irányból lehetséges, mert a Kőbánya-Kispest felőli résznél a Száva utcánál raktárakat építettek a vágányokra, a Kőér utcánál pedig mindkét helyen elbontották az úttestből.
Kőbánya-Hízlaló állomás valószínűleg a 2010. októberi M61-es különmenet formájában fogadott utoljára vasúti járművet. Azóta sűrű bozót nőtt a megmaradt vágányokon. A Száva utcái kereszteződésben hat iparvágány maradvány emlékeztet Kőbánya Gyárdűlő városrészének a múltban komolyabb mértékű vasúti forgalmára.

### Jelentősége
A szakasz jelentősége abban áll, hogy aktív használat esetén közvetlen kapcsolatot teremt Keleti pályaudvar és Kőbánya-Kispest között, azaz a Keleti pályaudvar is tudna fogadni vonatokat a Budapest–Záhony-vasútvonal felől.
Hátránya, hogy mindezt utcaszintben teszi, 3 utcát (Bihari út, Száva utca, Kőér utca) és egy villamosvonalat (3-as villamos) keresztezve.

## Iparvágányok
A szakaszhoz számos iparvágány csatlakozott. Némelyek közülük közvetlenül a fővágányból ágaztak ki, mások az összekötő vágányon keresztól, a 13-as / 3-as villamos vonaláról voltak elérhetőek.
A legkorábbi (1890) állapotot ez az ábra mutatja be. Alább a későbbi, 20. század második felére jellemző iparvágányok kerülnek felsorolásra.

### Közvetlenül elérhető iparvágányok
| Név                                                                     | Kiágazási hely                         | Megjegyzés    | Kép |
| ----------------------------------------------------------------------- | -------------------------------------- | ------------- | --- |
| a Compack iparvágánya                                                   | Kőbánya-Hízlaló vasútállomás előtt     | Elbontották.  |     |
| a Vegyipari Készletező Vállalat Horog utcai telephelyének 3 iparvágánya | a Horog utcai teherszállítási telepről | Elbontották.  |     |
| a Kőbányai Erőmű fűtőolaj-lefejtő telephelyének iparvágánya             | Kőbánya-Hízlaló vasútállomásnál        | Elbontották.  |     |
| a Kőbányai Erőművi vontatóvágány iparvágányai                           | Kőbánya-Hízlaló vasútállomásnál        | Elbontották.  |     |
| a Ceva-Phylaxia iparvágánya                                             | Kőbánya-Hízlaló vasútállomásnál        | Elbontották.  |     |
| a Phylaxia iparvágánya                                                  | Száva utcánál                          | Elbontották.  |     |
| a MÁV Szak- és Szerelőipari Főnökség (MÁV Betonelemgyár) 4 iparvágánya  | Száva utcánál                          | Elbontották.  |     |
| iparvágány a Hízlaló tér és a Duna Konzervgyár felé                     | Kőér utcánál                           | Elbontották.  |     |
| a MÁVGÉP-telep iparvágánya                                              | Kőbánya-Kispest vasútállomás előtt     | Használatban. |     |

### A 13-as / 3-as villamos vonalán elérhető környező iparvágányok
| Név | Kiágazási hely  | Megjegyzés | Kép |
| --- | --------------- | ---------- | --- |
| iparvágány az ÉM 41. sz. telephelye felé | Fertő utcánál   | Elbontva.  |     |
| Fertő utcai vontatóvágány iparvágányokkal a Mélyfúró Berendezések Gyára és a Kőbányai Vas- és Acélöntöde felé                                        | Fertő utcánál   | Elbontva.  |     |
| Jegenye utcai vontatóvágány iparvágányokkal a Fémtömegcikk Gyár, az Üveg és Porcelánértékesítő Vállalat, és az Első Magyar Mechanikai Hordógyár felé | Jegenye utcánál | Elbontva.  |     |

## További irodalom
- https://magyarnarancs.hu/tranzit/allomasrol_allomasra_xxi_-_nem_volt_malaca_-_kobanya-hizlalo-68124
- http://veke.hu/2008/07/a-kobanyai-iparvasut-tortenete/
- https://iho.hu/hirek/kie-a-vagany-140907
- Kőbánya közúti közlekedésének története, Budapest, X. kerületi Tanács Végrehajtó Bizottsága, 1987.
- K. Juhász Erzsébet: A Cséry-féle szemétszállító iparvasút, a kőbányai gőzmozdonyú iparvasút és a köztemetői gőzmozdonyú vasút In: Vasúthistória Évkönyv 1998., pp. 274–281.